# Криворучко Анатолій Тихонович
Анато́лій Ти́хонович Кривору́чко  (нар. 12 лютого 1947, Базаліївка — пом. 6 січня 2014) — директор сільсько-господарського СТОВ "Агрофірма «Новий шлях» (з квітня 2000); депутат Харківської облради. Герой України (2002).

## Біографія
Народився 12 лютого 1947 року в селі Базаліївка, Чугуївського району Харківської області.
Після закінчення Карачівського сільськогосподарського технікуму працював агрономом в колгоспі Сахновщинського району.
1969—1977 — працював агрономом в колгоспі «Новий шлях» Борівського району Харківської області. 1977 року був обраний головою колгоспу «Новий шлях». В цьому ж році закінчив Харківський сільськогосподарський інститут ім. Докучаєва, за спеціальністю «вчений агроном».
14 лютого 2000 — призначений директором агрофірми «Новий шлях».
1993 року — обраний академічним радником Інженерної академії України і 1996-го обраний дійсним членом (академіком) Інженерної академії.
2000 року обрано членом — кореспондентом Міжнародної інженерної академії, а 2002 року обраний академіком Міжнародної інженерної Академії.
2004 року обраний головою Харківської обласної ради товаровиробників.
Помер 6 січня 2014 року.

## Нагороди
- Указом Президента України від 13.11.1993 року присвоєне звання «Заслужений працівник сільського господарства України».
- 12 лютого 1997 року — присвоєне звання «Почесний професор бізнесу».
- За відродження духовності України нагороджений орденом «Нестора — Літописця» та медаллю «2000 років Різдва Христового».
- 1.04.2001 року нагороджений дипломом лауреата регіонального рейтингу «Харків'янин століття».
- 21.08.2001 року став лауреатом Міжнародного відкритого рейтингу популярності та якості «Золота Фортуна».
- Нагороджений срібною медаллю «10 років незалежності України» 2 ступеня.
- У 2002 році за визначні заслуги у розбудові Харківського регіону обласна державна адміністрація нагородила Почесною відзнакою «Слобожанська слава».
- 18.03.2002 року за визначні заслуги перед Українською державою у розвитку сільського господарства впровадження сучасних форм господарювання Указом Президента було присвоєно звання «Герой України» з врученням Ордена Держави.